# Priestleya thunbergii
Priestleya thunbergii är en ärtväxtart som beskrevs av George Bentham. Priestleya thunbergii ingår i släktet Priestleya och familjen ärtväxter. Inga underarter finns listade i Catalogue of Life.